# ابن خمير السبتي
ابن خمير السبتي: هو أبو الحسن علي بن أحمد بن خمير السبتي الأموي، عالم مسلم، فقيه أصولي مالكي، شاعر، أديب، ولغوي.

## مولده ونشأته
كان ميلاده بمدينة سبتة في ظل حكم الموحدين حيث عاصر دولتهم في مرحلة التأسيس، ثم في طور الأوج والقوة. وقضى فترة مهمة من صباه في حفظ القرآن، ثم انتقل لتلقي العلوم التي كانت تدرس بمدينته من نحو ولغة وشعر وغيرها.
قيل في ترجمته: «لم تذكر المصادر القليلة التي ترجم له تاريخا لميلاده، ونرجح أن يكون ميلاده قد تم في أواسط القرن السادس الهجري، أي في سنة (550هـ/1155م) أو قبلها أو بعدها بقليل، أما وفاته فوقعت عام 614هـ/1217م.»

## شيوخه
من أهمهم:
- أبو محمد عبد الله بن محمد الحجري المشهور بأبي عبيد (ت 591 هـ).
- أبو القاسم عبد الرحمن بن علي المعروف بالقراف والخراز (ت 581 هـ).
- محمد بن عامر بن محمد بن عبادة الأنصاري الخزرجي (ت بعد 580 هـ).
- أبو عبد الله بن زرقون (ت 586 هـ) الفقيه المالكي العارف بالحديث.
- أبو العباس العزفي (ت 633 هـ) وغيرهم.

## تلاميذه
- أبو عبد الله الأزدي (ت 660 هـ) هو محمد بن عبد الله بن أحمد بن عبد الرحمن بن سليمان الأزدي السبتي، قرطبي الأصل، انتقل منها أبوه إلى سبتة حيث كانت ولادته حوالي 567 هـ.[5]
- أبو عبد الله الطراز (ت 645 هـ) التلميذ الثاني لابن خمير، وهو محمد بن سعيد بن علي بن يوسف الأنصاري، عرف بابن الطراز الغرناطي، درس ببلده على جماعة من الشيوخ، كأبي محمد بن عبد الصمد وأبي القاسم الملاحي، وأبي محمد الكواب، ودرس بقرطبة على جماعة وبسبتة وبإشبيلية على ابن زرقون وابن عبد النور، وبفاس وبمرسية على جماعة، وقد كانت دراسته بسبتة على جماعة من علمائها من أرفعهم أبو العباس العزفي وابن خمير السبتي.[5]

## مؤلفاته
- مقدمات المراشد في علم العقائد.
- تنزيه الأنبياء عما نسب إليهم حثالة الأغبياء.
- الوصية. هذا الكتاب مفقود ولم يصل إلينا، وهو كتاب خصصه لفضح زمرة المتصوفة الباطنية والمرتزقة الذين انتحلوا هذه الطريقة ظاهرا ولكن هدفهم المبيت كان هو خداع الناس وتضليل عقائدهم وأكل أموالهم بالباطل.
- شرح سورة الكهف.

## آراءه في مشروعية علم الكلام
لم يكن هنالك اهتمام بعلم الكلام في الوقت الذي عاش فيه ابن خمير السبتي (ت 614 هـ) مؤلف كتاب: «مقدمات المراشد»، فقد ساد آنذاك رفض هذا العلم ومنع تدريسه للطلبة، ومن خلال كتابه «مقدمات المراشد» وضح موقفه من مشروعية هذا العلم ورد على من عابه وطعن فيه من أهل التعصب بالجزاف كما وصفهم، كما حدد أصنافهم ما بين الزنادقة وبعض المبتدعة ومقلدي الظاهرية.
وقف ابن خمير طويلاً يناقش المعارضين لهذا العلم وقسمهم إلى ثلاثة أصناف، ثم فصل أقوال الصنف الأول؛ فقال عنهم أنهم: (قوم ينكرون أصله ويحتجون بأنه ما كان في زمن الرسول –عليه السلام- ولا في زمن الصحابة بعده، ويأتي مع ذلك بآي وأخبار تأولها على غير وجه تأويلها، وهم أضر على المقلدة من كل من تقدم ذكرهم، فإنهم ينتمون في إنكاره إلى الشرع، فيغالطون السواد الأعظم لتلك التأويلات المخطئة)، ومن ثم لمزوا المتعاطين له بحجة عدم خوض السلف فيه وطعنهم في المشتغلين به، فأعلن ابن خمير أنه من غير المعقول أن يصدر ممن له مركز في الدين - كالسلف والتابعين والأئمة الأربعة- طعن في علم يبحث في توحيد الله وإثبات صفاته وتنزيهه عما لا يليق به، ويبحث في النبوة والمعجزة وما يجب على المكلف وما يمتنع عليه، يقول في ذلك: (وحاشا لمن توسم بالحنيفية أن ينكر علما يثبت توحيد الباري تعالى ووصفه بإثبات صفات الكمال ونفي النقص عنه تعالى، وتنزيهه عما نسب إليه أصناف الكفرة وأهل الأهواء، وكذلك إثبات النبوة بالمعجزات والاستدلال على صحتها وصحة التفرقة بين الصادق والكاذب، وما يجب على المكلف ومتى يجب وكيف يجب..).
وبهذا رد ابن خمير على الخصوم، وحاول في نفس الوقت أن يُكسب علم الكلام الأشعري مصداقية دينية من خلال ربط وشائجه بالأئمة الكبار وبالسلف، معلنا يقينه بأنهم كانوا مؤيدين للبحث الكلامي، واتجهت همتهم - ومنهم الأئمة الأربعة - إلى التأليف في الكلام والرد على خصوم العقيدة، فكرّسوا للعلم دراسة وبحثا وتأليفا. ودحضوا لما تشبث به الكثير من السلف من أن هذا العلم بدعة في الدين وأن الرسول – صلى الله عليه وسلم - وأصحابه ما تكلموا فيه ولا بحثوا في مسائله، ذهب ابن خمير إلى أنه لم يكن من المعقول للرسول - صلى الله عليه وسلم - وهو يتلقى الوحي عن ربه غضا جديدا أن يخوض في بحوث علم الكلام، إذ لا حاجة لأحد في ذلك الوقت إلى هذا العلم ولا إلى سواه، وأما الصحابة فيقول عنهم: (فلا يخلو أن تقول: إنهم كانوا بعدما علمهم الله الكتاب والحكمة عالمين بدقائق علم التوحيد وحقائقه أم غير عالمين؟ فإن قلت إنهم كانوا غير عالمين فلقد تفوهت بعظيمة ما ارتكبها إلا غلاة الروافض وبعض الخوارج وأوباش رعاعهم.. وإن قلت إنهم يعلمون ذلك إلا أنهم لم يقعدوا لتدريسه ولا تكلموا في الجوهر والعرض ولا في العلل والأحوال والجزء والطفرة وما صنفه المتكلمون من دقيق الكلام.. فكذلك كان.. لأنهم كانوا يعلمون ذلك على أتم الوجوه - كما تقدم - فلم يكن لهم حاجة إلى ذلك، لأنهم تهمموا بجر الجيوش وسد الثغور وتعليم الأحكام الشرعية)، حيث إنهم واجهوا بعد وفاة النبي مشاكل كثيرة وحروبا طويلة شغلتهم عن الاهتمام بهذه التفاصيل العقدية.
ثم مضى ابن خمير يتحدث عن الظروف والدوافع التي أدت إلى ظهور علم الكلام مبينا أنه وانطلاقا من زمن نزول الوحي أمر القرآن الكل بالنظر والاستدلال، ونوّه إلى الأدلة العقلية التوحيدية فيما يزيد على ستمائة وستين موضعا تصريحا وتضمينا. ولكن وبعد الفتنة الكبرى، وبعد ظهور الفرق الكلامية المتعددة، وظهور المعتزلة والقدرية والإسماعيلية، يقول ابن خمير: (- وبعد أن - دخل في الدين غلف الأعاجم، واشتدت الأيدي بالمحاربة وسفك الدماء على إظهار البدع كالخوارج والقرامطة والأزارقة والعجاردة والإمامية والإسماعيلية، وغيرهم من أهل الأهواء، وظهر قول الصادق المصدوق- صلوات الله عليه- في الاثنتين والسبعين- كما تقدم- وكان الأئمة –رضي الله عنهم- قبل انتشار البدع يدافعونهم تارة بالحجاج، وتارة بالطرد والتغريب والتعزير، وتارة بالسيف، فلما تمكن إظهار هذه الأهواء ودونت، ونصبت لها المدارس، وركنوا إلى ولاة جهلة فحموهم حتى ضرب الإمام أحمد بن حنبل بالسوط لأن يقول بخلق القرآن، وأصيب عين الدين برمد المضلين، وجب إذاك على أئمة السنة -بنظرهم السديد- أن يدونوا الحق ويدرسوه؛ إذ هم الخلف العدول الذين شهد لهم الرسول – عليه السلام - بالعدالة قبل وجودهم، ويحموا دين الله تعالى بالحجج القاطعة والبراهين الصادعة..).
فعلماء الكلام - إذن - هم الخلف العدول الذين عناهم الرسول في الحديث المعروف الذي وصفهم بأنهم: (ينفون عنه تحريف الغالين، وانتحال المبطلين، وتأويل الجاهلين)، فتبين من هذا أن علم الكلام أولى بأن تكون له المؤلفات وأولى بأن يُخص بالدرس والبحث لا أن يحارب ويتشدد ويتعصب في تعلمه كما جرى لغيره من العلوم النظرية كالفلسفة وأصول الفقه.. لذلك يقول ابن خمير: (فكان أول من دون عقائد أهل السنة الأئمة الذين تقدم ذكرهم، وكان أول من تمكن في تأليفها ونشرها في عقب المائة الثالثة ودرسها الشيخ أبو الحسن الأشعري - رضي الله عنه - وهو من أولاد أبي موسى الأشعري صاحب رسول الله – صلى الله عليه وسلم- ولهذا سمى أصحابه «الأشعرية»، ثم تبعه السلف الذين تقدم ذكرهم..)، وبذلك يتبين من خلال استقراء الأحداث التاريخية ما بين العصرين المرابطي والموحدي أن موقف هذه الفئة لم يكن موقفا علميا مبنيا على الاطلاع والدراية بالمذهب الأشعري، وإنما كان رفضا لاتجاه يخالف اتجاههم السلفي من جهة، ويهدد استقرارهم السياسي وسلطتهم العلمية، باعتباره مكونا أساسيا في دعوة خصمهم السياسي الجديد (الموحدي)، وبالتالي فمواقف فقهاء العصر المرابطي من المذهب الأشعري كانت إذا متباينة؛ حيث تفاوتت بين الرفض التام والمحاربة وهو موقف الفقهاء الفروعيين المتشددين، ثم قبول المذهب وتقدير أئمته مع انتقاد بعض مسائله ومنعه عن العامة وهو موقف ابن رشد الجد وغيره، وأخيرا موقف تبني المذهب والدفاع عنه دون إلزام العامة به وهو موقف معظم أشاعرة عصر ابن خمير ومن بعده.
أما رأيه في التقليد وإيمان العوام فيذهب ابن خمير إلى أن التقليد مذموم في القرآن بدليل آيات كثيرة منها قوله تعالى: (وكذلك ما أرسلنا من قبلك في قرية من نذير إلا قال مترفوها إنا وجدنا آباءنا على أمة وإنا على آثارهم مقتدون﴾، وذلك لأن التقليد قائم على الظن المذموم بدليل نصوص قرآنية كذلك، منها قوله تعالى: (واجتنبوا قول الزور)، وقوله سبحانه: ﴿إن نظن إلا ظنا وما نحن بمستيقنين﴾ وغيرهما من الآيات. وبعد أن يؤكد على أن التقليد مذموم، وأنه لا أصل له في الدين، ينتقل ابن خمير إلى مسألة مشكلة تتعلق بإيمان العوام، والسؤال فيها هو: هل إيمان العامة صحيح؟ وإذا كان صحيحا أفلا يكون ذلك متناقضا مع القول بقبح التقليد وذمه؟ ثم إذا لم يكن صحيحا، فهل معنى هذا أن جملة العوام - وهم السواد الأعظم من المسلمين- كفار؟
يعترف ابن خمير بأن هناك مشكلا في الحكم على إيمان العوام، سببه الاختلاف الواقع بين المتكلمين- داخل المدرسة الأشعرية نفسها- في اعتبار هؤلاء مؤمنين أو لا؟ فهناك من نسبهم إلى الإيمان الجزم وحكم بخلوص ذمتهم وبراءتها، ومنهم من أبى ذلك ورأى أنه لا سبيل إلى صحة إيمانهم إلا إذا استدلوا على الحقيقة بتفاصيل الأدلة القاطعة ودفع الشبهات؛ يقول ابن خمير: (فإن قلتم إنهم مقلدون فقد عريتموهم عن الإيمان -على ما تقدم-. وإن قلتم إنهم مستدلون فبالضرورة تعلم أنهم لا يستدلون ولا يعرفون الاستدلال. قلنا: قد اضطربت آراء المتكلمين في هذه المسألة، فمنهم من نسبهم إلى التقليد والإيمان الجزم، وزعم أنهم يخلصون به وتبرأ ذمتهم.. ومنهم من أبى ذلك وقال لا سبيل إلى صحة إيمانهم حتى يستدلوا على الحقيقة بتفاصيل الأدلة القاطعة ودفع الشبهات المخيلة..). وقد صنف –ابن خمير- هؤلاء أصنافا ثلاثة وعقب على ذلك بالقول: (فهؤلاء ثلاثة أصناف من العوام، صنفان محقان والثالث مبطل. فمن قال إن جملة عامة المسلمين كلهم مقلدة ظانون في توحيدهم ربهم فقد نقصهم وظلمهم وأخذ إيمانهم من قلوبهم من حيث لا يشعرون..).